# Cosimo Gheri
Cosimo Gheri (ur. 1 sierpnia 1513 w Pistoi, zm. 22 września 1537 w Fano) – włoski biskup.

## Życiorys
Był synem Evangelisty di Baronto i Piery di Lorenzo Grifoni. W młodości studiował nauki humanistyczne w Padwie pod okiem swojego protektora i wuja, Ghero Gheri (biskupa Fano). 24 stycznia 1530, w wieku zaledwie 17 lat został wybrany biskupem Fano, lecz ze względu na nieosiągnięcie kanonicznego wieku 27 lat został administratorem diecezji. Pozostawał wówczas pod opieką kardynałów Ercole Gonzagi i Pietro Bembo, nadal mieszkając w Padwie (do 1536).
W maju 1537 do Fano przybył Piotr Alojzy Farnese, syn Pawła III. Miał on się dopuścić napaści i gwałtu na Gheriego, co było później wykorzystywane przez protestancką propagandę do ataków na papieża. Fakt gwałtu nie jest pewny, jednak skłonności homoseksualne Farnese, znajdują potwierdzenie w źródłach. Kilka miesięcy później Cosimo Gheri zmarł, najprawdopodobniej z powodu osłabienia organizmu, po napaści papieskiego syna.